# Авксентьев, Евгений Григорьевич
Евге́ний Григо́рьевич Авксе́нтьев (14 [27] августа 1910, Красноярск — 1989, Москва) — советский и российский музыкант из династии Авсентьевых, виртуоз-балалаечник, дирижёр и композитор, заслуженный артист РСФСР c 1972 года.

## Биография
Обучался игре на музыкальном инструменте самостоятельно. Некоторое время брал уроки у Бориса Сергеевича Трояновского. С 1929 года начал свою концертную деятельность. Музыкальное училище имени Гнесиных по классу композиции Виссариона Яковлевича Шебалина окончил в 1941 году. Успешно выступает в СССР и за рубежом в скандинавских странах, в Австралии, в Англии, в Италии, во Франция, в США, в Японии и т. д. С 1937 по 1949 годы был дирижёром и композитором Ансамбля народного танца СССР под руководством Игоря Моисеева (ГААНТ). С 1951 по 1955 годы работал начальником Отдела концертных организаций и музыкальных коллективов СССР Главного управления музыкальных учреждений Комитета по делам искусств при Совете Министров СССР. В 1955 году вновь возобновил концертную деятельность и с 1955 по 1977 годы — солист Москонцерта. В 1975 году Авксентьев осуществил свою давнюю мечту — сыграть концерт, состоящий полностью из сонат, который впервые состоялся в Ленинграде в виде сонатного вечера.
Этот замечательный артист достиг безукоризненной техники во всех произведениях, которые он исполнял. Экспрессивные и удивительно полнокровные звуки извлекал артист из своего инструмента. Не будет преувеличением сказать, что мастерство и музыкальность Авксентьева доставляют такое же наслаждение, как и выступления всемирно известного гитариста Сеговия.английская газета, Gall standard advertiser
...Большой успех выпал на долю Евгения Авксентьева. Вызовы на «бис» не смолкали, он бисирует дважды и трижды. Своим успехом он обязан и оригинальности своего инструмента, но, главным образом, большому таланту».французская газета, Liberté

## Семья
Семья матери Евгения Авксентьева проживала в собственном доме на ст. Узловая Тульского уезда. Самарские мещане с 1900 года. Мать Евгения Григорьевича немка из древнего знатного рода Шифельбайнов (нем. Schivelbein) и семьи евангелистов, переехавших в Красноярск Российской империи из Царства Польского (Грохов Соколовского уезда Седлецкой губернии). После революционных событий 1917 года, потомки деда бежали в Харбин. В советское время часть семьи и близкие родственники были рипрессированы.
- Отец — Григорий Евгеньевич Авксентьев (1887—1979), — дирижёр, заслуженный деятель искусств РСФСР.[11][12]
- Мать — Мария Августовна Шифельбейн (нем. Schivelbein), рождённая 20 января 1888 года: дочь Августа Христиановича Шифельбейн (1 августа 1848 — 22 января 1913) и внучка губернского секретаря Димитрия Николаевича Шангина (1828 — 1 апреля 1873), который в 1844 году также служил смотрителем тюремного Одоевского замка.[13].
- Дядя по материнской линии — артист-рассказчик театра имени Карла Либкнехта Николай Августович Лирский-Шифельбейн (1883—1933) умер в Харбине[14][15] и его жена: петербургская актриса, журналистка и медик — Софья Игнатьевна Стригуновская, выступавшая под сценическим именем Софья Лирская.[16].
- Дядя по отцовской линии — балалаечник и сооснователь музыкальной династии Авксентьевых, подпоручик Седьмого пехотного Сибирского резервного Красноярского полка Василий Евгеньевич Авксентьев.[12][17]
- Сыновья: балалаечник Борис Евгеньевич Авксентьев (1941—2007); солист Москонцерта, заслуженный артист России с 1995 года Константин Евгеньевич Авксентьев.